# Woodsia cystopteroides
Woodsia cystopteroides là một loài thực vật có mạch trong họ Woodsiaceae. Loài này được Windham & Mickel mô tả khoa học đầu tiên năm 2004.